# أنتوني جاتو (ملحن)
أنتوني جاتو (بالإنجليزية: Anthony Gatto)‏ هو ملحن أمريكي، ولد في 1962.

## روابط خارجية
- أنتوني جاتو على موقع IMDb (الإنجليزية)
- أنتوني جاتو على موقع قاعدة بيانات الفيلم (الإنجليزية)